# Comarca de Campina Grande
A Comarca de Campina Grande é uma comarca de terceira entrância.
Faz parte da 3ª Região localizada no município de Campina Grande, no estado da Paraíba, Brasil, a 120 quilômetros da capital.
Além de Campina Grande, fazem parte dela os municípios de Boa Vista, Lagoa Seca e Massaranduba, além dos distritos de Galante e São José da Mata.
Integram a comarca de Campina Grande as zonas eleitorais de números 16ª, 17ª, 71ª e 72ª, que juntas possuíam, no ano de 2016, o número de eleitores inscritos na ordem de 352 502.